# Franciszek Ksawery Tuczyński
Franciszek Ksawery Tuczyński (ur. 1 października 1844 w Pałukach, zm. 20 czerwca 1890 w Mikołowie) – polski pisarz, poeta i publicysta, popularyzator nauki, wydawca oraz redaktor naczelny m.in. Wiarusa Katolickiego i Gwiazdy Piekarskiej.

## Życiorys
Urodził się na Pałukach, 1 października 1844 r. Początkowo uczęszczał do szkoły w Chomętowie, następnie od 1856 r. był uczniem gimnazjum w Trzemesznie. Zanim został powołany do służby wojskowej w 1866 r., przez cztery lata pracował jako nauczyciel domowy. Porzuciwszy karierę wojskowego 22 września 1869 r. zdał egzamin nauczycielski. Od tego czasu pisarz nieustannie wędrował pracując m.in. w Dziewokluczu (1872), Łeknie i Królikowie (1873), Raczkowie (1875), aż wreszcie od 15 sierpnia 1876 r. trafił do Kiszkowa.
W okresie kiszkowskim (1876-1881) Franciszek Tuczyński drukiem ogłosił kilka dzieł, m.in.: Szymek i Handzia (Poznań 1876, wyd. II 1887), Pogadanka o gwiazdach (Poznań 1876, cz. 2 1877), Polskie czasy, błogie czasy (Poznań 1878), Olitypa, czyli ptak stepowy (Poznań 1879, wyd. II Chicago 1887), Handbuch für den geographischen Unterricht in einklassigen Volksschulen der Prowinz Posen (Gniezno 1880), Omrah, chłopiec buszmeński (Poznań 1880) oraz Pobożny bandyta (Poznań 1881). Pisarz, manifestujący w Kiszkowie publicznie swoje propolskie poglądy naraził się ówczesnemu niemieckiemu burmistrzowi, Eickstedtowi, o czym wspomina Tadeusz Pietrykowski, jedyny monografista pisarza.
W Kiszkowie urodziła się 30 września 1879 r. najzdolniejsza córka pisarza – Witosława Aniela, która mieszkając w Barcelonie zajmowała się m.in. tłumaczeniem literatury polskiej na hiszpański. W 1881 r. pisarz ostatecznie opuścił Kiszkowo.
Pomimo krótkiego życia Franciszek Tuczyński stworzył kilkadziesiąt powieści oraz rozpraw popularnonaukowych będąc prekursorem m.in. polskiej oceanografii czy pedagogiki, redagował kilka tytułów prasowych oraz walczył o polskość w trudnym okresie pruskiej dominacji.
Zmarł w osamotnieniu i opuszczeniu 20 czerwca 1890 r. w Mikołowie. Większość jego dzieł pozostających w rękopisie uległa rozproszeniu.

## Dzieła literackie Franciszka Tuczyńskiego
- Wernyhora, wieszcz ukraiński (Poznań 1866, wyd. II 1896)
- Raciczki (1874, wyd. II 1882)
- Jaskinia potępieńca (1875, Chicago 1885, wyd. II Kościan 1926)
- Szymek i Handzia (Poznań 1876, wyd. II 1887)
- Pogadanka o gwiazdach (Poznań 1876, cz. 2 1877)
- Polskie czasy, błogie czasy (Poznań 1878)
- Olitypa, czyli ptak stepowy (Poznań 1879, wyd. II Chicago 1887)
- Handbuch fur den geographischen Unterricht in einklassigen Volksschulen der Prowinz Posen (Gniezno 1880)
- Omrah, chłopiec buszmeński (Poznań 1880)
- Pobożny bandyta (Poznań 1881)
- Bajarz, czyli zbiór rozmaitych powiastek (Poznań 1882 t. i 2; t. 3, 1883)
- Morze, zjawiska w niem i na niem (Poznań 1883, cz. 2, 1885, cz. 3, 1884)
- Nasze prawa pod zaborem pruskim (Poznań 1883)
- Sknera (1885)
- Wychowanica (Poznań 1885)
- Raj za morzem (Poznań 1885)
- Szczęście w Ameryce (Poznań 1885)
- Pomorzanie w Gąsawie (Poznań 1885)
- Ofiary zabobonu (Mikołów 1885, 1910)
- Dziedzic na pustkowiu (Poznań 1885)
- Na Krzyżówce (Poznań 1885)
- Bukiet najucieszniejszych powiastek dla śmiechu i zabawy (Poznań 1885, wyd. II 1886)
- Twardowski, mistrz czarnoksięski, jego życie, czyny i koniec (Poznań 1886)
- Życie ludzkie, jego chemiczne warunki, potrzeby i przyjemności (Poznań 1886)
- Dwie Marye (Chicago 1886)
- Mazepa, hetman Ukrainy (Poznań 1886)
- Dwie drogi (Poznań 1889)
- Der Provinz Posen
- Obraz ziem, ludów i okolic
- Poradnik wychowawczy, czyli główne zarysy rozumnego wychowania dzieci
- Róża leśna. Powiastka z życia Indian amerykańskich
- Świat i jego cuda. Pogadanka o ziemi i niebie
- Tajemnice chaty wiejskiej. Powieść

Dzieła opublikowane pośmiertnie:
- Wycieczki po Afryce (Mikołów 1894)
- Wycieczki po Australji (Mikołów 1894)
- Marya, córka Kościelnego (Poznań 1896)
- Pustelnik z Czarnej Doliny (1896)
- Pan Władysław (poemat, 1896)
- Przez ciernie i głogi (Poznań 1899)
- Kasper Pokraka sowizdrzał polski (wyd. II Poznań 1899)
- Krwawa głowa (1912)
- Córka aktorki (Poznań 1934, dodatek do „Orędownika”)